# Ескадрені міноносці типу 1936A
Ескадрені міноносці типу 1936A (нім. Zerstörer 1936A), також ескадрені міноносці типу «Нарвік» (нім. Narvik-Klasse) — клас ескадрених міноносців, випущених німецькою суднобудівельною компанією Deutsche Schiff- und Maschinenbau у Бремені з 1938 до 1943 роки. Загалом було побудовано 8 кораблів цього типу, які взяли найактивнішу участь у бойових діях на морі Другої світової війни. Чотири есмінці цього типу загинули під час боїв, один затонув і пізніше був піднятий та уведений до складу французького флоту. Ще три есмінці типу 1936A по контрибуції передані союзним флотам і незабаром після війни списані або затоплені.

## Зміст
Есмінці типу 1936A був багато в чому схожі на попередній тип 1936, але мав довший корпус та був ширшим з такою ж осадкою. Водотоннажність кораблів досягла 3 753 тонни. Місткість бункерів була збільшена до 820 тонн. Ще однією зміною стали 150-мм гармати: замість п'яти 127-мм одинарних артилерійських установок SKC/34 тепер використовувалися три одинарні установки і одна подвійна установка з 150-мм гарматами TbtsK C/36. Велика вага здвоєної башти означала, що в неспокійному морі форштевень сильно занурювався в воду, що могло призвести до критичної кількості води на палубі на великій швидкості в бурхливому морі. Крім того, башти не були водонепроникними, що призводило до частих коротких замикань. Ще одним недоліком було те, що 45-кілограмовий 150-мм снаряд заряджався вручну, що значно знижувало швидкострільність у порівнянні з 127-мм гарматою і швидко виснажувало фізичні можливості заряджаючого персоналу під час тривалих боїв. Тривале очікування поставки здвоєної башти затримало планові поставки есмінців, а також було використано для встановлення більш сучасного обладнання. Як і на більшості кораблів, зенітне озброєння було збільшено в кілька разів. Ще однією зміною стало найменування: есмінці отримали лише порядкові номери (від Z23 до Z30), але більше ніяких власних імен, як це було прийнято раніше в німецьких Крігсмаріне.

## Список есмінців типу 1936A
| № | Назва | Корабельня        | Дата закладки     | Дата спуску на воду | Дата введення до складу флоту | Дата виведення зі складу флоту/загибелі |
| - | ----- | ----------------- | ----------------- | ------------------- | ----------------------------- | --- |
| 1 | Z23   | DeSchiMAG, Бремен | 15 листопада 1938 | 15 грудня 1939      | 15 вересня 1940               | 12 серпня 1944 року серйозно пошкоджений у Ла-Рошелі унаслідок авіаційної атаки британської авіації. 21 серпня списаний. Після війни піднятий Францією, увійшов до складу ВМС Франції як «Леопард». 1951 року розібраний на брухт |
| 2 | Z24   | DeSchiMAG, Бремен | 2 січня 1939      | 7 березня 1940      | 23 жовтня 1940                | 24 серпня 1944 року затоплений біля Ле-Вердон-сюр-Мер унаслідок авіаційної атаки британської авіації |
| 3 | Z25   | DeSchiMAG, Бремен | 15 лютого 1939    | 16 березня 1940     | 30 листопада 1940             | 6 травня 1945 року капітулював. Переданий за контрибуцією ВМС Франції, перейменований на Hoche. 1958 року списаний на брухт |
| 4 | Z26   | DeSchiMAG, Бремен | 1 квітня 1939     | 2 квітня 1940       | 11 січня 1941                 | 29 березня 1942 року затоплений у Баренцовому морі британськими крейсером «Тринідад» та есмінцем «Екліпс» при спробі атакувати конвой PQ 13                                                                                       |
| 5 | Z27   | DeSchiMAG, Бремен | 27 грудня 1939    | 1 серпня 1940       | 26 лютого 1941                | 28 грудня 1943 року затоплений вогнем британських крейсерів у битві в Біскайській затоці |
| 6 | Z28   | DeSchiMAG, Бремен | 30 листопада 1939 | 20 серпня 1940      | 9 серпня 1941                 | 3 березня 1945 року затоплений поблизу Зассніця унаслідок авіаційної атаки британської авіації |
| 7 | Z29   | DeSchiMAG, Бремен | 21 березня 1940   | 15 жовтня 1940      | 9 липня 1941                  | Захоплений Британією після війни і переданий США. 16 грудня 1946 року затоплений з хімічними боєприпасами на борту в протоці Скагеррак                                                                                            |
| 8 | Z30   | DeSchiMAG, Бремен | 15 квітня 1940    | 8 грудня 1940       | 15 листопада 1941             | Переданий до Великої Британії, як контрибуція; слугував дослідним судном для вивчення підводних вибухів. 9 вересня 1948 року проданий на брухт                                                                                    |